# Индустријска зона Артиђанале (Болцано)
Индустријска зона Артиђанале је насеље у Италији у округу Болцано, региону Трентино-Јужни Тирол.
Према процени из 2011. у насељу је живело 397 становника. Насеље се налази на надморској висини од 419 м.